# Батіжник чорночубий
Батіжник чорночубий (Psophodes olivaceus) — вид горобцеподібних птахів родини Psophodidae.

## Поширення
Ендемік Австралії. Поширений вздовж східного узбережжя. Живе у вологих лісах з домінуванням евкаліпта з наявністю густого підліску.

## Опис
Птах завдовжки 25-30 см та вагою 48-75 г. Тіло міцної статури з округлою головою, коротким, клиноподібним дзьобом, міцними ногами та довгим хвостом з квадратним кінцем. На голові є чубчик. Шия, спина, крила, кодіон, надхвістя оливково-зелені. Первинні криючі крил чорні. Груди та черево сіро-оливкові. В центрі живота є ряд білого пір'я. Голова, горло, верхня частина грудей і хвіст глянцево-чорні, з наявністю двох ефектних білих вусів, які йдуть від нижньої щелепи косо вниз до боків шиї. Ці вуса відсутні у самиць, які мають також тьмяніше забарвлення. В обох статей дзьоб і ноги чорнуваті, а очі — коричнево-бурштинові.

## Спосіб життя
Наземний птах, літає рідко та неохоче. Активний вдень. Трапляється поодинці або парами, рідше невеликими зграйками. Живиться комахами, на яких полює на землі, рідше насінням та ягодами. Моногамні птахи. Сезон спаровування триває з липня по лютий. Самиця займається будівництвом гнізда. Чашоподібне гніздо розташовується між гілками чагарників на висоті 1-3 м над землею. У кладці 2-3 синювато-коричнево-чорних яєць. Інкубація триває близько двадцяти днів. Насиджує лише самиця. Самець співпрацює з самицею під час вигодовування пташенят.